# Maria Teresa Ricci
Maria Teresa Ricci (* 1912 in Rom; † 3. März 1969 ebenda) war eine italienische Filmregisseurin und Drehbuchautorin.
Ricci arbeitete zwischen 1939 und 1942 bei etwa zehn Filmen als Regieassistentin für Carlo Ludovico Bragaglia, darunter zwei Filme, in denen Vittorio de Sica die Hauptrolle spielte (Pazza di gioia, 1940, und Se io fossi onesto, 1942), sowie ein weiteres Mal für Luigi Zampa. 1942 inszenierte sie als erste Frau im italienischen Tonfilm zusammen mit Roberto Savarese das Melodram La principessa del sogno. Danach verliert sich ihre Spur. Das Todesdatum ist unbestätigt.

## Filmografie
- 1939: L’amore si fa così (Drehbuch)
- 1940: Pazza di gioia (Drehbuch und Regieassistenz)[2]
- 1941: La forza bruta (Drehbuch)
- 1942: La principessa del sogno (Drehbuch und Regie)